# Squilla
Squilla Fabricius, 1787 è un genere di crostaceo marino appartenente alla famiglia degli Squillidae.
Si tratta di un genere già presente, come appurato dalla documentazione fossile, nel tardo Giurassico, la cui prima apparizione risulta risalire a 145 milioni di anni fa. Le specie ad esso appartenenti occupano gli habitat marini dei climi tropicali e subtropicali di tutto il mondo, in alte concentrazioni intorno all'Oceano Indiano e al Mar Mediterraneo.
Non di particolare pregio per la pesca commerciale se non per alcune singole specie, utilizzate nella cucina locale, sono spesso catturati involontariamente, ma seppur limitatamente utilizzati per l'alimentazione umana o per la produzione di farina di pesce, alcuni composti preziosi come la chitina e il chitosano possono essere estratti dai loro carapaci.

## Descrizione
Le squille sono caratterizzate da un corpo molto allungato, composto da undici segmenti dei quali l'ultimo paio molto appiattiti.

## Tassonomia
Il genere comprende 22 specie:
- Squilla aculeata Bigelow, 1893
- Squilla biformis Bigelow, 1891
- Squilla bigelowi Schmitt, 1940
- Squilla brasiliensis Calman, 1917
- Squilla cadenati Manning, 1970
- Squilla caribaea Manning, 1969
- Squilla chydaea Manning, 1962
- Squilla deceptrix Manning, 1969
- Squilla discors Manning, 1962
- Squilla edentata (Lunz, 1937)
- Squilla empusa Say, 1818
- Squilla grenadensis Manning, 1969
- Squilla hancocki Schmitt, 1940
- Squilla intermedia Bigelow, 1893
- Squilla lijdingi Holthuis, 1959
- Squilla mantis (Linnaeus, 1758)
- Squilla mantoidea Bigelow, 1893
- Squilla obtusa Holthuis, 1959
- Squilla panamensis Bigelow, 1891
- Squilla rugosa Bigelow, 1893
- Squilla surinamica Holthuis, 1959
- Squilla tiburonensis Schmitt, 1940